# Ishikawa Sōgō Sports Center
Das Ishikawa Sōgō Sports Center (jap. いしかわ総合スポーツセンター, Ishikawa Sōgō Supōtsu Sentā, etwa „Allgemeines Sportcenter Ishikawa“, engl. Ishikawa Sports Center) ist eine Mehrzweckhalle in Kanazawa, der Hauptstadt der japanischen Präfektur Ishikawa.

## Geschichte
Die Halle wurde im Jahr 2008 eröffnet und verfügt über eine Haupthalle von 3.680 Quadratmetern und einer maximalen Zuschauerkapazität von 5.019 Sitzplätzen. Eine zweite kleinere Halle mit einer Größe von 1.702 Quadratmetern fasst 2.806 Besucher. Der Gebäudekomplex befindet sich im Besitz der Präfektur Ishikawa und wird von der Ishikawa Prefectural Sports Association (engl. für [kōeki zaidan-hōjin] Ishikawa-ken taiiku kyōkai, [公益財団法人]石川県体育協会, „[gemeinnützige Stiftung] Sportvereinigung der Präfektur Ishikawa“) geführt.
Im Jahr 2011 trat hier der britische Rockmusiker Eric Clapton während seiner Clapton World Tour auf.